# 2-Methoxyethylacetat
2-Methoxyethylacetat ist eine chemische Verbindung aus der Gruppe der substituierten Carbonsäureester.

## Vorkommen

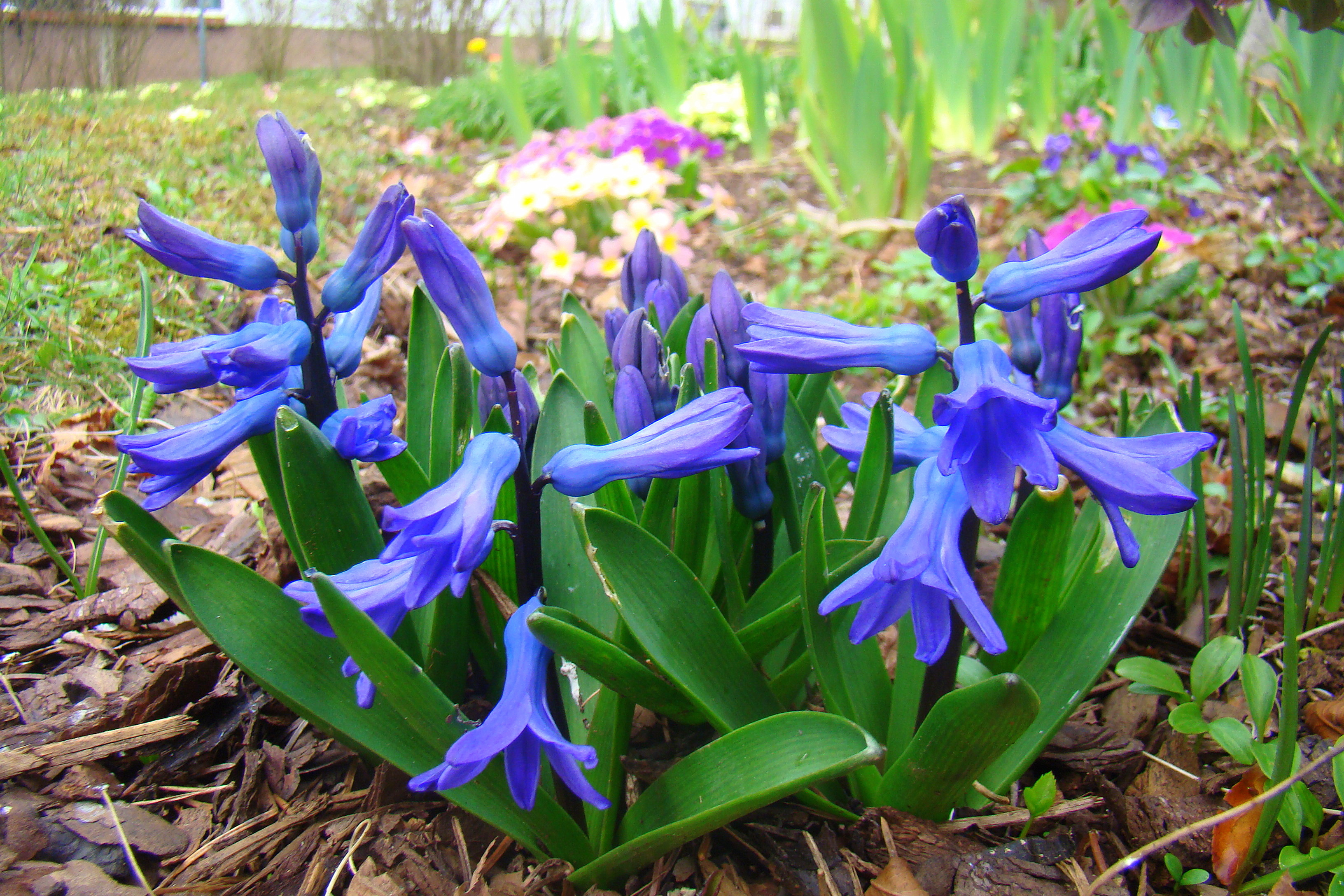
Gartenhyazinthen enthalten natürlicherweise 2-Methoxyethylacetat

Natürlich kommt 2-Methoxyethylacetat in der Gartenhyazinthe vor.

## Gewinnung und Darstellung
2-Methoxyethylacetat kann durch Veresterung von Methylglycol mit Essigsäure gewonnen werden.

## Eigenschaften
2-Methoxyethylacetat ist eine wenig flüchtige, entzündbare, farblose Flüssigkeit mit esterartigem Geruch, die mischbar mit Wasser ist. Sie zersetzt sich bei Erhitzung, wobei reizende Dämpfe und Gase entstehen.

## Verwendung
2-Methoxyethylacetat wird als industrielles Lösungsmittel zum Beispiel für Nitrocellulose, Celluloseacetat, verschiedene Gummiarten, Harze, Wachse, Öle, Lacke und im Textil-Druck verwendet.

## Sicherheitshinweise
Die Dämpfe von 2-Methoxyethylacetat können mit Luft ein explosionsfähiges Gemisch (Flammpunkt 47 °C, Zündtemperatur 380 °C) bilden.